# Henrik Arnesen
Henrik Kopstad Arnesen (...) è un giocatore di calcio a 5 ed ex calciatore norvegese, di ruolo difensore.

## Carriera
Arnesen ha giocato con la maglia dell'Horten – nella Futsal Eliteserie – dal 2009 al 2013.